# Dennis Gabor

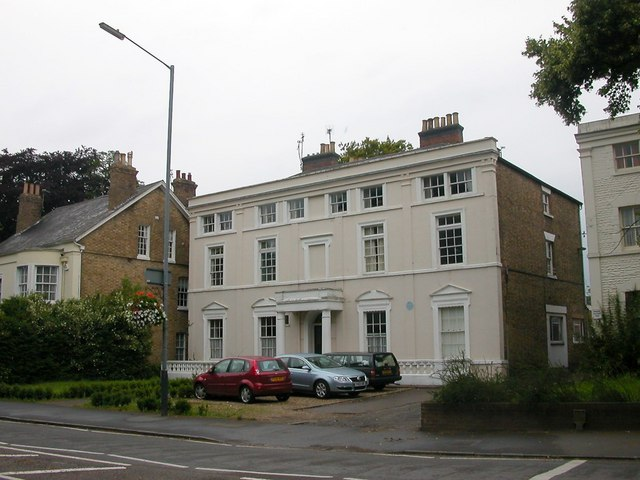
Gilshaw Lodge przy Rugby-Bilton Road – dom, w którym Dennis Gabor mieszkał w latach 1936–1948 i w którym w roku 1947 wynalazł holografię (na ścianie budynku – Blue Plaque)

Dennis Gabor (ur. 5 czerwca 1900 w Budapeszcie, zm. 9 lutego 1979 w Londynie) – mieszkający w Anglii węgierski fizyk (spec. optyka), laureat Nagrody Nobla w dziedzinie fizyki za rok 1971.

## Życiorys
Urodził się w Budapeszcie jako najstarszy syn Adéli i Bernáta Günszberga (dyrektora spółki górniczej) w rodzinie żydowskiej. W 1902 r. jego ojciec uzyskał zezwolenie na zmianę nazwiska na Gábor. Zafascynował się fizyką w wieku 15 lat pod wpływem podręcznika Oriesta Chwolsona, publikacji na temat teorii przyrządów Abbego, fotografii barwnej i metody reprodukcji barw Gabriela Lippmanna. Studiował w Berlinie. Skończył Technische Hochschule Berlin w roku 1924 i uzyskał stopień dr inż. w roku 1927. Bywał również często w University of Berlin, w którym poziom fizyki kształtowali m.in. Albert Einstein, Max Planck, Walther Nernst, Max von Laue. Od roku 1927 pracował w Siemens & Halske AG, gdzie dokonał swojego pierwszego wynalazku – skonstruował typ  wysokociśnieniowej lampy rtęciowej (wykorzystywanej później w milionach lamp ulicznych).
W 1933 roku musiał opuścić Niemcy (zob. III Rzesza) i wyjechał do Wielkiej Brytanii. Został zatrudniony w British Thomson-Houston Co. w Rugby i w British Thomson-Houston Research Laboratory, w którym pracował do roku 1948.
W roku 1948, próbując udoskonalić mikroskop elektronowy, otrzymał pierwsze hologramy – jeszcze niedoskonałe.  
Od 1 stycznia 1949 pracował w Imperial College w Londynie, początkowo jako wykładowca elektroniki, następnie profesor of Applied Electron Physics, a od przejścia na emeryturę w roku 1967, jako Senior Research Fellow. Od roku 1967 był też członkiem zespołu badawczego CBS Laboratories Stamford, Conn.
Prowadził intensywne prace badawcze w zakresie elektroniki i optyki elektronowej, dotyczące początkowo m.in. teorii komunikacji i stereoskopowej kinematografii. Zajmując się nadal holografią, nazywaną początkowo „wavefront reconstruction” (rekonstrukcja czoła fali), opracował w latach 1948–1951 metodę otrzymywania obrazów trójwymiarowych (zob. historia holografii), która jednak mogła być zastosowana w praktyce dopiero po wynalezieniu lasera w roku 1960. W latach 1950–1953 współpracował z AEI Research Laboratory w Aldermaston.  
Został uhonorowany m.in. członkostwem Towarzystwa Królewskiego w Londynie w roku 1956 i honorowym członkostwem Węgierskiej Akademii Nauk w roku 1964.
Za badania nad holografią otrzymał w roku 1971 Nagrodę Nobla
.

## Życie osobiste
Ożenił się w roku 1936 w Rugby z Marjorie Louise z domu Butler.